# Manuel Rodríguez Aponte
Manuel Rodríguez Aponte (Oropesa, 8 settembre 1737 – Bologna, 22 novembre 1815) è stato un gesuita, grecista e missionario spagnolo.
Insieme a Juan Andrés, Lorenzo Hervás y Panduro, Joaquín Pla, Antonio Vila e Bartolomé Pou, Aponte fu uno dei più importanti intellettuali gesuiti che trovarono rifugio in Italia dopo l'espulsione della Compagnia dall'Impero Spagnolo nel 1767.

## Biografia
Entrò nella Compagnia di Gesù a Madrid l'8 aprile 1753, Dopo il noviziato, fu inviato nelle Filippine, dove arrivò nel 1755 e imparò rapidamente il Tagalog. Trascorso un periodo di tempo come missionario, divenne professore di filosofia e diritto canonico al Colegio Máximo de San Ignacio a Manila.
Con l'espulsione dei gesuiti dalla Spagna nel 1767, Aponte fu costretto a fuggire dal suo paese e si rifugiò a Bologna, dove, nel 1790, ottenne la cattedra di greco succedendo al grecista Giacomo Bianconi. Alla sua scuola, detta Ghefiriana (dal greco antico γέφυρα, ponte), si formarono personalità di grande spessore, come Clotilde Tambroni, il futuro cardinale Giuseppe Gasparo Mezzofanti e Pacifico Deani.
Leandro Fernández de Moratín insinuò, nel suo Viaje a Italia che Aponte avesse una relazione con Clotilde Tambroni; Aponte le era certamente molto legato, e le insegnò il greco con tanta cura che Clotilde riuscì a succedergli nella cattedra di Lingua greca a Bologna, diventando una delle prime professoresse universitarie in Europa. 
Aponte tradusse in versi, commentò e annotò, secondo Moratín in modo eccellente, l'Iliade e l'Odissea di Omero. Moratín frequentava spesso il suo cenacolo letterario quando si trovava a Bologna nel settembre del 1793 e nel marzo del 1796, in compagnia del fratello di Nicolás Rodríguez Lasso, rettore del Real Colegio de San Clemente.
Nel 1798, Carlo IV diede agli ex Gesuiti, dopo la soppressione della Compagnia, il permesso di rientrare in Spagna e Aponte si trasferì a Valencia; ben presto, tuttavia gli ex Gesuiti furono espulsi nuovamente dal paese e Aponte fu costretto a tornare in Italia. Rientrò nella Compagnia di Gesù quando questa venne ricostituita nel 1814.

## Opere
- Manuel Rodríguez Aponte, Elementi della lingua greca, Bologna, per le stampe di S. Tommaso d'Aquino, 1802.
- Selecta e Graecis Aurei Saeculi Scriptoribus (Bologna, 1808);
- Biblioteca Apostolica Vaticana, cod. Ferrajoli 338: documenti personali e lettere; frammenti e opuscoli. Ferrajoli 339: «La Ilíada» traduzione spagnola in versi endecasillabi; «La Odisea»; «Rudimenti della lingua greca»; epigrammata, fragmenta; «De graeco sermone oratio». Ferrajoli 514: lettere a G. Tambroni, poesie greche. Ferrajoli 515: lettere a Clotilde Tambroni. Ferrajoli 679: vocabolario spagnolo.